# أيمن بن خريم
أيمن بن خريم (ت: نحو 80 هـ / نحو 700م) تابعي وشاعر وأحد رواة الحديث النبوي. كان أيمن من ذوي المكانة عند عبد العزيز بن مروان بمصر، ثم تحول عنه إلى أخيه بشر بن مروان بالعراق.

## اسمه ونسبه
أيمن بن خريم بن الأخرم بن شداد بن عمرو بن الفاتك بن القليب بن عمرو بن أسد بن خزيمة بن مدركة بن إلياس بن مضر بن نزار بن معد بن عدنان، أبوه الصحابي خريم بن فاتك، وجده الأخرم يقال له فاتك، وقد قيل إن فاتكا هو ابن الأخرم، يكنى خريم بن فاتك أبا يحيى، وقد قيل أبا أيمن بابنه أيمن بن خريم، شهد بدرا مع أخيه سبرة بن فاتك، وقد قيل إن خريمًا وابنه أيمن بن خريم أسلما جميعا يوم فتح مكة. صحح في البخاري وغيره أن خريم بن فاتك وأخاه سبرة بن فاتك شهدا بدرا، فعن أيمن بن خريم أنه قال لمروان حين سأله أن يقاتل معه بمرج راهط: إن أبي وعمي شهدا بدرا وأوصياني أن لا أقاتل مسلما. وروى إسرائيل عن أبي اسحاق عن شمر بن عطية عن خريم بن فاتك قال: قال له رسول الله صلى الله عليه وسلم: أي رجل أنت لولا خلتان فيك، قلت: يا رسول الله: وما هما؟ قال: تسبل إزارك وترخي شعرك، قال: قلت: لا جرم، فجز خريم شعره، ورفع إزاره.

## سيرته
كان أيمن بن خريم ينزل دمشق في محلة القصاعين (القصاع) في الشام، وكان يدعى خليل الخلفاء على برصه، إعجابًا به وبحديثه لفصاحته وعلمه، وقد اتصل بمعاوية بن أبي سفيان وعبد الملك بن مروان ثم لزم عبد العزيز بن مروان وهو أمير مصر، فكان أثيرًا عنده، ثم وقعت بينهما ملاسنة، فقد سئل أيمن عن رأيه في شعر نُصَيب بن رباح وكان قد قدم إلى مصر مادحًا عبد العزيز، فقال أيمن في نصيب كلامًا أغضب الأمير، فرد عليه عبد العزيز بكلام حاد وفضل نصيبًا عليه، فقال أيمن للأمير: «أنت طَرِف مَلُولة لا تثبت على صحبة» وفارقه إلى العراق، وهناك اتصل بالأمير بشر بن مروان وانقطع إليه يقول فيه الشعر، وقد عض في شعره بعبد العزيز، وأغرى الخليفة أن يحول ولاية العهد عنه. اعتزل أيمن بن خُريم الفتن التي نشبت بين المسلمين، فلم يشترك في وقعة الجمل ولا في صفين.

## شعره
قال مروان بن الحكم لأيمن بن خرم يوم المرج يوم قتل الضحاك بن قيس الفهري ألا تخرج فتقاتل معنا قال: إن أبي وعمي شهدا بدرًا وإنهما عهدا إلي ألا أقاتل مسلمًا، وفي رواية ابن عيينة: وإنهما نهياني أن أقاتل أحدًا يشهد أن لا إله إلا الله. قال فاخرج إذا قال فخرج وهو يقول:
ذكر العتبي أن منازعة وقعت بين عمرو بن سعيد الأشدق وعبد العزيز بن مروان، فتعصب لكل واحد منهما أخواله، وتداعوا بالسلاح واقتتلوا، وكان أيمن بن خريم حاضر للمنازعة فاعتزلهم هو ورجل من قومه، يقال له: ابن كوز، فعاتبه عبد العزيز وعمرو جميعاً على ذلك، فقال:
يرى عبد الملك بن مروان مدحه لبني هاشم مثلاً يحتذى: حيث قال الزبيري عن أشياخه أن عبد الملك بن مروان قال: يا معشر الشعراء تشبهوننا مرة بالأسد الأبخر، ومرة بالجبل الأوعر، ومرة بالبحر الأجاج، ألا قلتم فينا كما قال أيمن بن خريم في بني هاشم: